# Katrineholm Värmbol BS
Katrineholm Värmbol BS, bildad 1 juli 2007, är en bandyklubb i Katrineholm som bildades genom en sammanslagning av KSK Bandy och Värmbol-Katrineholm BK. Namnet Katrineholm Värmbol BS antogs på ett bildandemöte den 26 juni 2007. Till klubbens första ordförande valdes Owe Svensson. Klubben började i Allsvenskan säsongen 2007/2008, där man slutade på femte plats i den mellansvenska gruppen.
Samgående mellan klubbarna, som länge hade svårt att samarbeta, diskuterades på allvar från slutet av 1980-talet. Under andra halvan av 2006 beslutade båda klubbarnas styrelser att på sina kommande årsmöten ta upp frågan, bland annat i hopp om att samgående skulle stärka ekonomin efter att KSK gått i konkurs eftersom de värvade alldeles för mycket ryska och finska spelare utan att nå någon större framgång. Värmbol-Katrineholm BK:s styrelse godkände sammanslagningen på sitt årsmöte den 22 maj 2007, och KSK Bandy dagen därpå.
2009 slutade man på andra plats i den södra kvalgruppen till Elitserien, och kvalificerade sig till Elitserien.
Klubben har många unga talanger, bland dessa finns Oskar "Modellen" Lundgren, Henrik Karlsson, Jacob Hollstein, Victor "Patte" Nilsson, Olle "Suma" Jacobsson och Rasmus Plan. Målvakten Henrik Karlsson har gjort en U-landskamp för Sverige. Sen har de Linus Doktare som sänkte Ljusdal BK i elitseriekvalet 2013/2014 med sina två mål. Doktare som aldrig hade spelat forward förut har nu fått en ny position i laget.
Inför 2013 värvades Artöm Nikishov från Vetlandas U-20.